# 알보란해

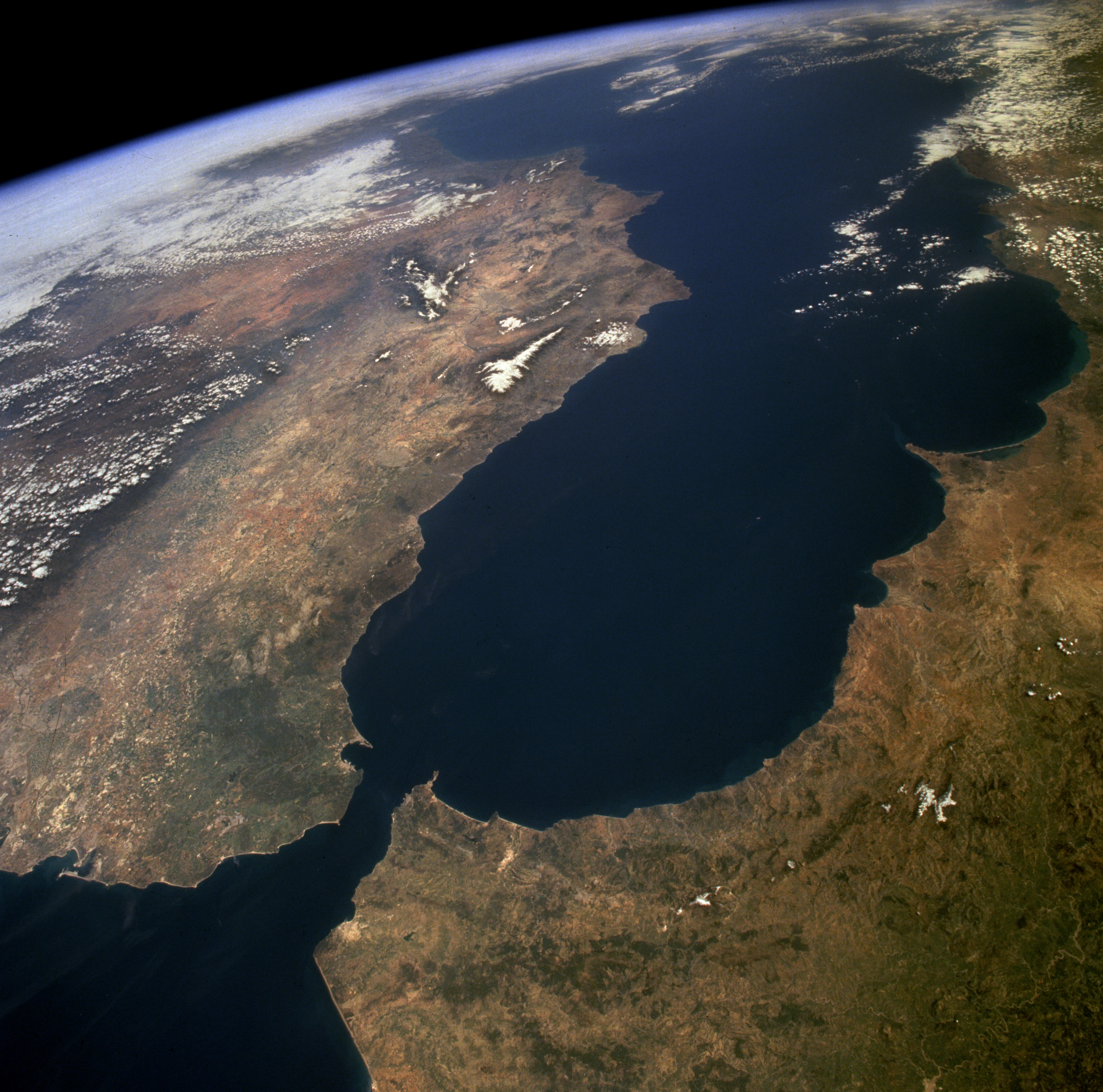
알보란 해와 지브롤터 해협의 위성 사진

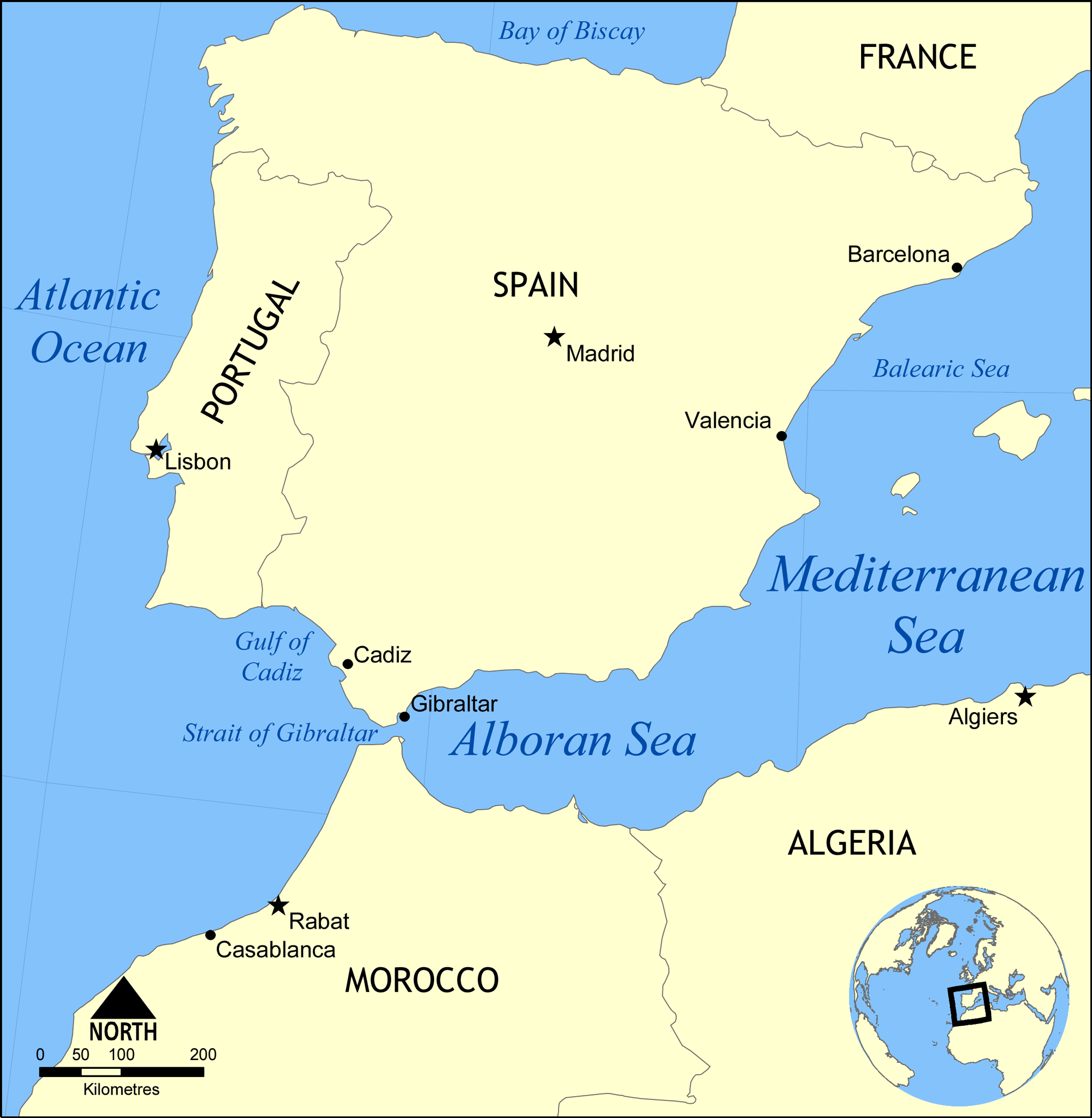
알보란 해의 지도

알보란해(스페인어: mar de Alborán)는 지중해의 가장 서쪽 바다로 스페인과 모로코 사이에 있다. 알보란해 서쪽 끝은 대서양과 지중해를 잇는 지브롤터 해협이다.